# Esterino Montino

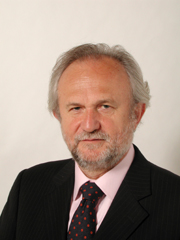
Esterino Montino

Esterino Montino (* 6. April 1948 in Rom) ist ein italienischer Politiker der Partito Democratico.

## Leben
Von 2001 bis 2008 war Montino Senator im Senato della Repubblica. Er war von 2008 bis 2010 Stellvertretender Präsident der Region Latium. Montino ist mit der italienischen Politikerin Monica Cirinnà verheiratet.